# Ibrahim Sultan

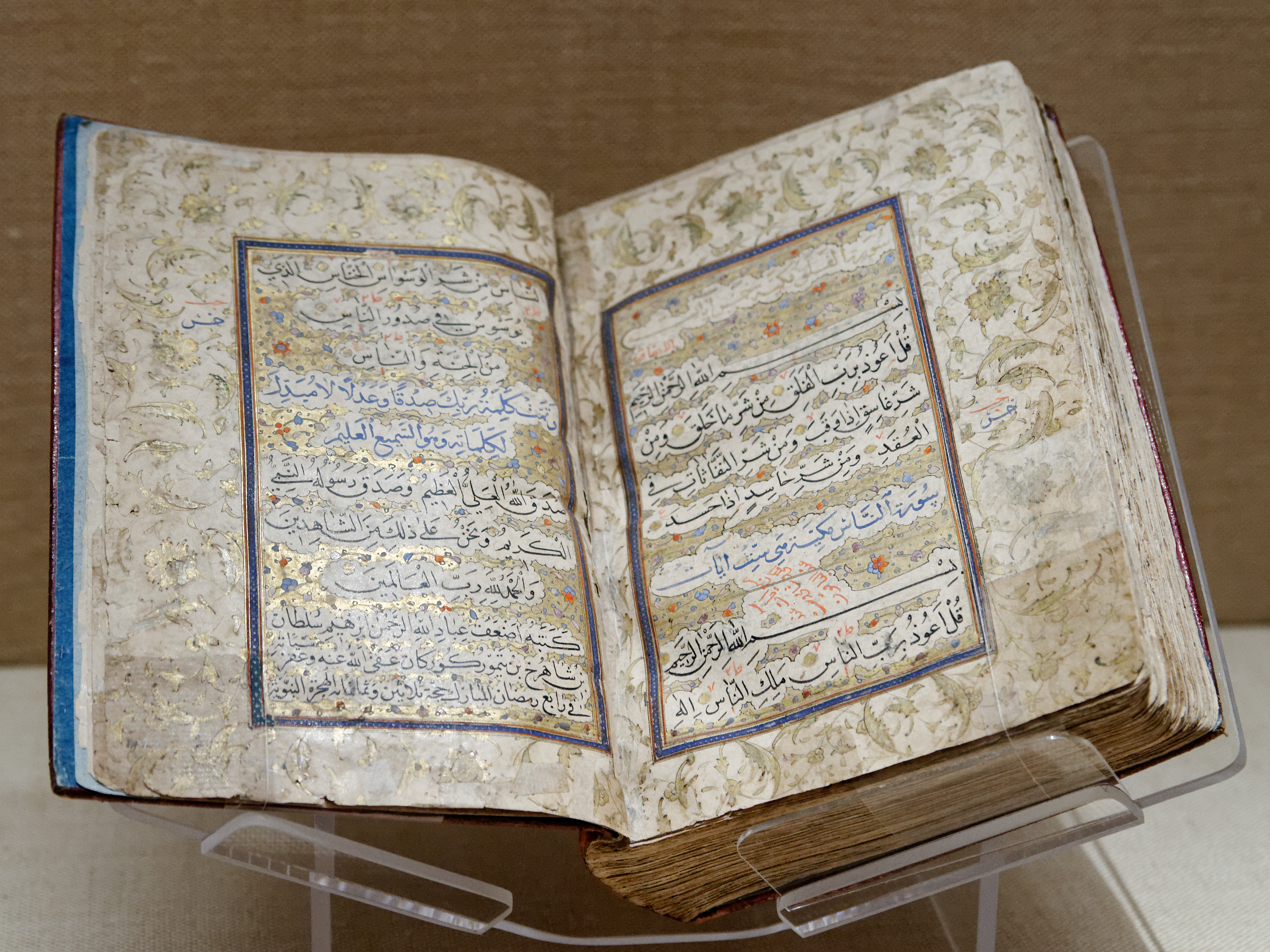
Coran calligraphié par Ibrahim Sultan et daté de juin 1427, Metropolitan Museum of Art

Ibrahim Sultan ou Ibrahim Soltan (1394-1435) est un prince timouride, petit-fils de Tamerlan et fils de Shahrokh. Il était le demi-frère d'Ulugh Beg, le prince-astronome de Samarcande qui avait quelques mois de plus que lui, et de Baysunghur, et le frère ou demi-frère de Mohammad Juki.

## Biographie
Il fut gouverneur du Ferghana en 1404, de Balkh en 1409 et de Chiraz de 1423 à sa mort. Grand bibliophile comme son père et ses frères, il fut le possesseur d'un fameux Shâh Nâmeh (Livre des rois, l'épopée persane rédigée par Ferdowsi) enluminé.